# Walerian Raba

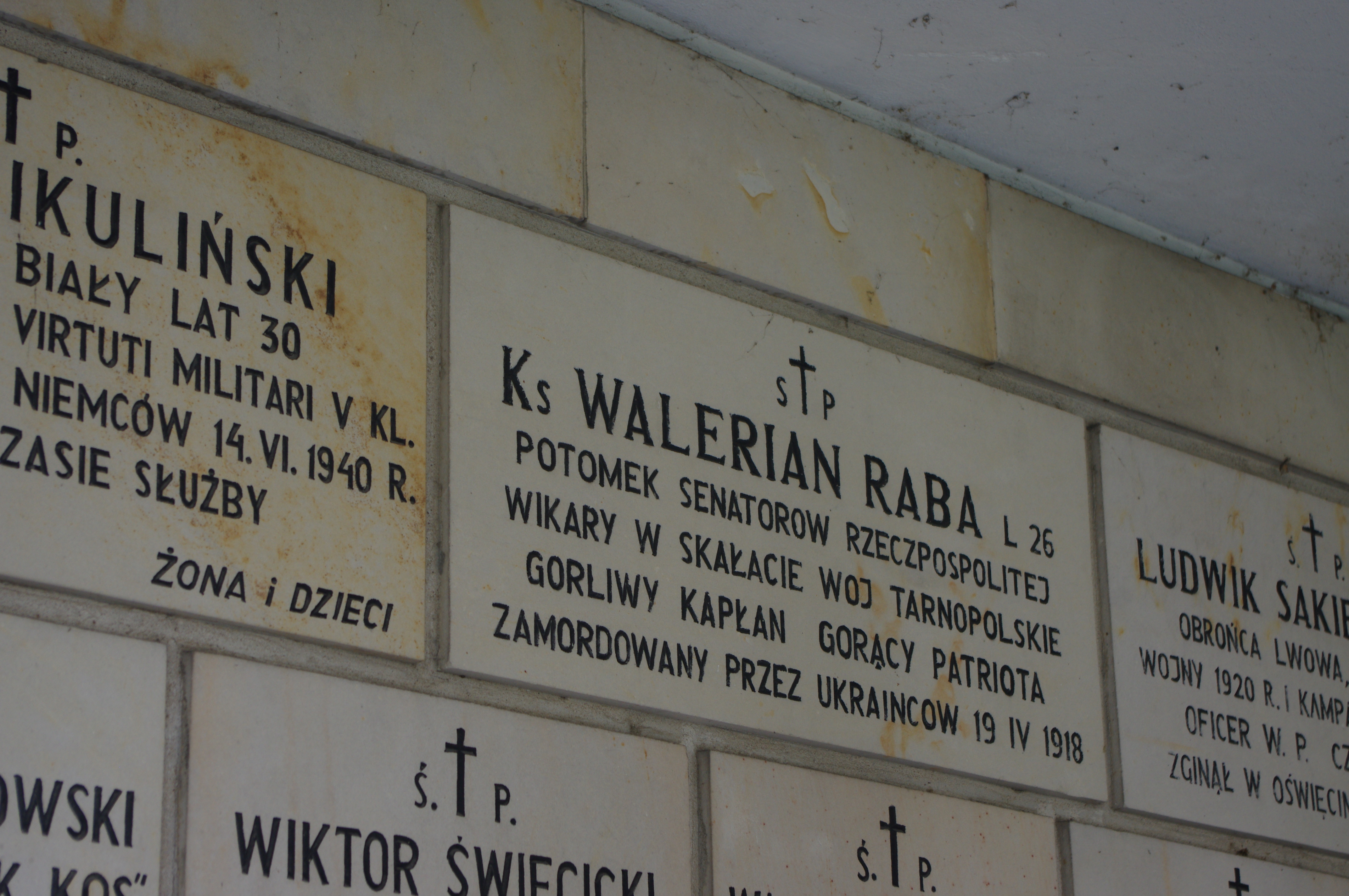
Tablica upamiętniająca ks. Waleriana Rabe na Kościele św. Stanisława Kostki w Warszawie

Ks. Walerian Raba (ur. 9 lutego 1892 w Strusowie w powiecie trembowelskim, zm. 19 lub 23 kwietnia 1918 w okolicach Skałatu) – polski ksiądz, wikariusz parafii rzymskokatolickiej w Skałacie, działacz patriotyczny, zamordowany przez ukraińskiego nacjonalistę 19 kwietnia 1918 r.
Był potomkiem senatorów I Rzeczypospolitej. Święcenia kapłańskie otrzymał w 1917 r., i swoją pierwszą posługę duszpasterską sprawował jako kooperator (wikariusz) w parafii pw. Wniebowzięcia Najświętszej Marii Panny w Skałacie.
Według relacji Anny Mazur został uprowadzony przez Ukraińców ze swojego domu w godzinach wieczornych i wywieziony za Skałat, a następnie zamordowany. Ukraińcy mieli rozpuścić plotkę o wyjeździe duchownego. Ciało ks. Raby odnalazły bawiące się w polu dzieci. Do mordu na duchownym przyznał się na łożu śmierci namówiony przez swojego greckokatolickiego spowiednika staroskałacki wójt, Ukrainiec – Sielski (Maksymec).
Ks. Walerian Raba był jednym z 5 duchownych rzymskokatolickich zamordowanych podczas konfliktu polsko-ukraińskiego w 1918 r., w Małopolsce Wschodniej. Poza księdzem Rabą zostali zamordowani ks. Wincenty Czyżewski z Sokolnik, ks. Adam Hentschl z Biłki Szlacheckiej, ks. Wawrzyniec Czarnik z Demni i ks. Jan Dziugiewicz w Porchowej. Śmierć duchownego była kolejnym punktem zapalnym między Polakami i Ukraińcami w Skałacie.
Tablica upamiętniająca ks. Waleriana Rabę znajduje się na ścianie zewnętrznej Kościoła św. Stanisława Kostki w Warszawie.
Wnukiem jego brata jest Tomasz Sakiewicz.